# چاد اسپن
چاد اسپن(متولد ۴ اوت ۱۹۸۸) بازیکن سابق فوتبال آمریکایی اهل ایالات متحده آمریکا است. او در سال ۲۰۱۱ در  تیم ایندیاناپولیس کولتز به عنوان بازیکن آزاد قرارداد امضا کرد. وی بازیکن فوتبال کالجی در دانشگاه ایلینوی شمالی بود.